# Последња екскурзија 2
Последња екскурзија 2 (енгл. Final Destination 2) амерички је натприродни хорор филм из 2003. године, редитеља Дејвида Р. Елиса. Сценарио су написали  Џ. Маки Грубер и Ерик Брес, темељен на причи Грубера, Бреса и аутора серије, Џефрија Редика. Наставак је филма Последња екскурзија из 2000. године и други је део филмске серије Последња екскурзија. Главне улоге играју Али Лартер, А. Џ. Кук и Мајкл Ландес.
Након финансијског успеха филма Последња екскурзија, New Line Cinema контактирао је Редика у вези са плановима за наставак. Пошто екипа оригиналног филма није била доступна, New Line је заменио већину продукцијског тима. Снимање се одвијало у Ванкуверу и Оканагану. Филм је издат 31. јануара 2003, а на DVD-ју 22. јула 2003. године, који садржи коментаре, избрисане сцене, документарне филмове и видее.
Филм је добио помешане критике критичара. Негативни критичари оценили су филм „блесавим и нелогичним” делоом које „почиње истом погрешном радњом” свог претходника, док су позитивни критичари филм назвали „правим трзајем за љубитеље хорора” који „препознају блиску везу између страха и смеха” и „изненађујуће добром забавом за тренутни род хорор филмова”. Филм је зарадио 90 милиона долара широм света, чинећи га филмом са најмањом зарадом у франшизи Последња екскурзија. Номинован је за четири награде, укључујући награду Сатурн за најбољи хорор филм. Трећи филм, Последња екскурзија 3, издат је у фебруару 2006. године.

## Радња
Тачно годину дана након експлозије лета 180, студенткиња Кимберли Корман одлази у Дејтону Бич, на пролећни распуст са својим пријатељима, Шајном Макланк, Даном Естевезом и Френкијем Витманом. Док чекају на улазној рампи за америчку руту 23, предосећала је смртоносну саобраћајну несрећу које је изазвао камион за превоз дрва. Задржава свој аутомобил на улазној рампи, спречавајући неколико људи да уђу на аутопут, укључујући добитника лутрије Евана Луиса, мајку Нору Карпентер и њеног петнаестогодишњег сина Тима, пословну жену Кет Џенингс, наркомана Рорија Питерса, трудну Изабелу Хадсон, наставника средње школе Јуџина Дикса и заменик маршала Томаса Берка. Док Берк испитује Кимберли, долази до саобраћајне несреће, али Шајна, Дано и Френки убија носач аутомобила након што Берк спашава Кимберли у последњој секунди.
Након што су преживели испитани у полицијској станици, Евана убијају мердевинске степенице док је покушавао да побегне из пожара у свом стану. Свесна присуства смрти, Кимберли тражи помоћ од Клир Риверс, последње преживеле на лету 180 која се обавезала на психијатријско одељење ради заштите након што је Алекса Браунинга убила падајућа цигла. Када Кимберли обавести Клир да је Еван први од преживелих на аутопуту који је умро, за разлику од њеног предосећања, Клир схвата да су преживели умрли обрнутим редоследом. У међувремену, Тима је згњечило прозорско стакло док је излазио из стоматолошке ординације са мајком. Клир одлучује да помогне и упознаје Кимберли и Берка са Вилијамом Бладвортом, који им говори да само нови живот може победити смрт. Верујући да би рођење Изабелине бебе пореметило план смрти, Берк шаље колегу маршала, Стивена Адамса, да је приведе док он окупи остале преживеле у свом стану и објасни им план смрти. Када Нора покуша да изађе лифтом, серија несрећа резултира да јој глава остане заробљена у лифту, након чега је одсечена.
Преживели узимају Катин теренац да пронађу Изабелу, која се породила, што је навело Адамса да је хитно одведе у болницу. Успут, преживели схватају да су смрти преживелих лета 180 утицале на њихове животе чак и пре саобраћајне несреће, спасавајући их од претходних смрти, што објашњава зашто овај пут смрт ради уназад. Теренски аутомобил тада претрпи експлозију, због чега скрећу у гомилу ПВЦ цеви на фарми које продиру у аутомобил и повређују Јуџина. Спасиоци стижу и помажу власницима фарми, породици Гибонс, у спашавању осталих док је Јуџин хоспитализован. Користећи чељусти живота, Кетин спасилац случајно активира њен ваздушни јастук, узрокујући да јој главу набију на цев која јој вири из наслона за главу. Њена цигарета пада на процурали бензин из комбија за вести који експлодира, бацајући ограду од бодљикаве жице у ваздух који раставља Рорија.
Вођени визијом лекарке по имену Каларџан за коју Кимберли верује да ће еутанизовати Изабелу, Кимберли, Клир и Берк журе у болницу да је спасу, где Издабелу и њену бебу проналазе неповређене. Међутим, експлозија услед цурења кисеоника у Јуџиновом одељењу убија и Клир и Јуџина. Кимберли схвата да Изабела уопште није требала да умре, закључујући да су њене визије „Изабеле” заправо ње саме. Кимберли се сећа да само стварање „новог живота” може победити смрт. Вози се у језеро да се утопи, али је др Каларџан дефибрилира и оживљава стварајући „нови живот”.
Касније, Кимберли и Берк имају пикник са Гибонсима и Кимберлиним оцем. Гибонси објашњавају да је њиховог сина Брајана скоро ударио комби за вести али га је Рори раније спасио. Као резултат тога, сведоци су да је Брајан изненада умро у експлозији коју је изазвао неисправан роштиљ.

## Улоге
| Глумац             | Улога              |
| ------------------ | ------------------ |
| Али Лартер         | Клир Риверс        |
| А. Џ. Кук          | Кимберли Корман    |
| Мајкл Ландес       | Томас Берк         |
| Дејвид Пејтко      | Еван Луис          |
| Џејмс Кирк         | Тим Карпентер      |
| Линда Бојд         | Нора Карпентер     |
| Киган Конор Трејси | Кет Џенингс        |
| Џонатан Чери       | Рори Питерс        |
| Т. К. Карсон       | Јуџин Дикс         |
| Џастина Мачадо     | Изабела Хадсон     |
| Тони Тод           | Вилијам Бладворт   |
| Сара Картер        | Шајна Макланк      |
| Алекс Реј          | Дано Естевез       |
| Шон Сипос          | Френки Витман      |
| Ендру Ерли         | Мајкл Корман       |
| Бенита Ха          | Џин                |
| Арон Даглас        | заменик Стив Адамс |
| Ерик Кинлисајд     | детектив Саби      |
| Енид-Реј Адамс     | др Каларџан        |
| Фред Хендерсон     | др Лис             |
| Алф Хамфриз        | Питер Гибонс       |
| Чилтон Крејн       | гђа Гибонс         |
| Ноел Фишер         | Брајан Гибонс      |